# Утяганка
Утяганка — река в России, протекает по территории Брединского района Челябинской области. Устье реки находится в 63 км по левому берегу реки Большой Караганки. Длина реки — 20 км.
На возвышенном мысу, образованном слиянием рек Большая Караганка и Утяганка находится Аркаим — укреплённое поселение эпохи средней бронзы рубежа 20/18–18/16 вв. до н. э.

## Данные водного реестра
По данным государственного водного реестра России относится к Уральскому бассейновому округу, водохозяйственный участок реки — Урал от Магнитогорского гидроузла до Ириклинского гидроузла, речной подбассейн реки — подбассейн отсутствует. Речной бассейн реки — Урал (российская часть бассейна).
Код объекта в государственном водном реестре — 12010000312112200002219.